# Clôture électrique entre la Belgique et les Pays-Bas
 (mai 2025).
Si vous disposez d'ouvrages ou d'articles de référence ou si vous connaissez des sites web de qualité traitant du thème abordé ici, merci de compléter l'article en donnant les références utiles à sa vérifiabilité et en les liant à la section « Notes et références ».

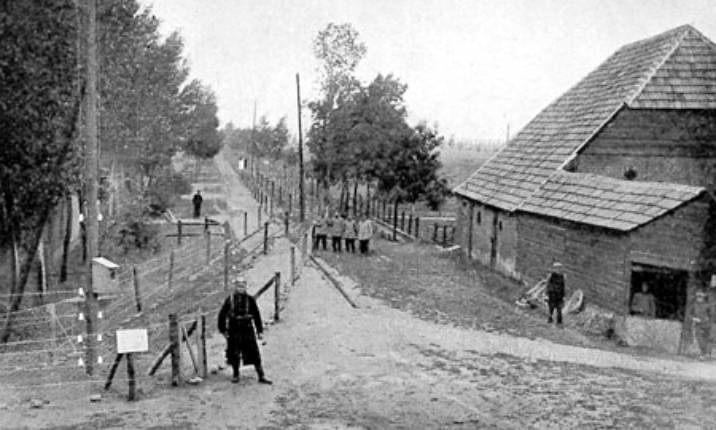
La clôture entre 1915 et 1918.

La clôture électrique entre la Belgique et les Pays-Bas est une frontière fortifiée créée par l'Empire allemand pendant la Première Guerre mondiale.
En 1915, le gouvernement allemand en Belgique décide l'installation d'une clôture électrique (en néerlandais : De Draad (« le fil ») ou De Dodendraad (« le fil de la mort »)) à la frontière belgo-néerlandaise.

## Historique
Dès 1914 de jeunes civils belges franchirent la frontière belgo-néerlandaise pour rejoindre l'armée belge en France. De plus les renseignements collectés en Belgique par les espions belges étaient transmis aux services de renseignement britanniques via cette frontière nord du pays. Enfin il existait aussi une importante contrebande de produits alimentaires et de carburant des Pays-Bas vers la Belgique occupée et soumise au rationnement.
C'est pourquoi les Allemands débutèrent, au printemps 1915, la construction d'une clôture électrifiée le long de la frontière entre les deux pays. Sur 357 km une clôture électrique alimentée par un courant permanent de 1 500 à 2 000 volts fut érigée, la plupart du temps en suivant d'assez près la frontière mais parfois coupant court lorsque celle-ci était trop sinueuse. Elle était composée de cinq à sept fils lisses ou barbelés sous tension. A un ou quelques mètres de part et d'autre de celle-ci se trouvaient également deux clôtures non électrifiées. La tension était fournie de diverses façons, soit depuis des usines locales, soit depuis des générateurs mobiles, ou depuis des stations de traction pour tram.
Elle était gardée par des soldats des compagnies Landsturm postés tous les 1 à 4 km dans des baraquements qui leur tenaient lieu de logement. Ces baraquements étaient reliés par téléphone. Des alarmes étaient parfois reliées aux fils et certaines sections étaient éclairées la nuit. Du côté belge, l'espace situé à 100 m de la clôture était considéré comme une zone d'exclusion où les gardes pouvaient tirer après une unique sommation restée sans réponse.
La clôture était entrecoupée par certains portiques pour permettre le passage de militaires allemands, ou de civils moyennant un laissez-passer payant délivré par l'autorité allemande. 
De nombreux franchissements "illégaux" à l'aide de passeurs "professionnels" eurent lieu, soit en soudoyant des gardes (principalement pour la contrebande), soit en tentant de franchir la clôture électrifiée au moyen de divers dispositifs (tonneaux de bois, des couvertures de laine, un cadre pliant en bois, des échelles, des tapis en caoutchouc ou d'autres objets non conducteurs). Dans ce dernier cas on courait le risque de tirs d'une patrouille ou d'électrocution. On estime que 25 000 Belges ont réussi à franchir cette clôture et que 1 200 personnes furent victimes de la clôture ou de ses gardiens en patrouille. La plupart des victimes étaient des espions, des contrebandiers, des déserteurs allemands, des réfugiés belges voire des citoyens négligents.
Directement après l'armistice, la clôture fut démontée par des agriculteurs qui en récupérèrent les composants pour leurs propres clôtures ou par les administrations communales pour les revendre.

## Reconstitution
Sur la frontière belgo-néerlandaise, à proximité de la borne-frontière 174 près de Hamont, une réplique de la clôture a été construite.
D'autres reconstitutions de la clôture existent à Zondereigen, Molenbeersel et au Karrenmuseum à Essen. Il existe un seul monument commémoratif à Sippenaeken.

## Galerie

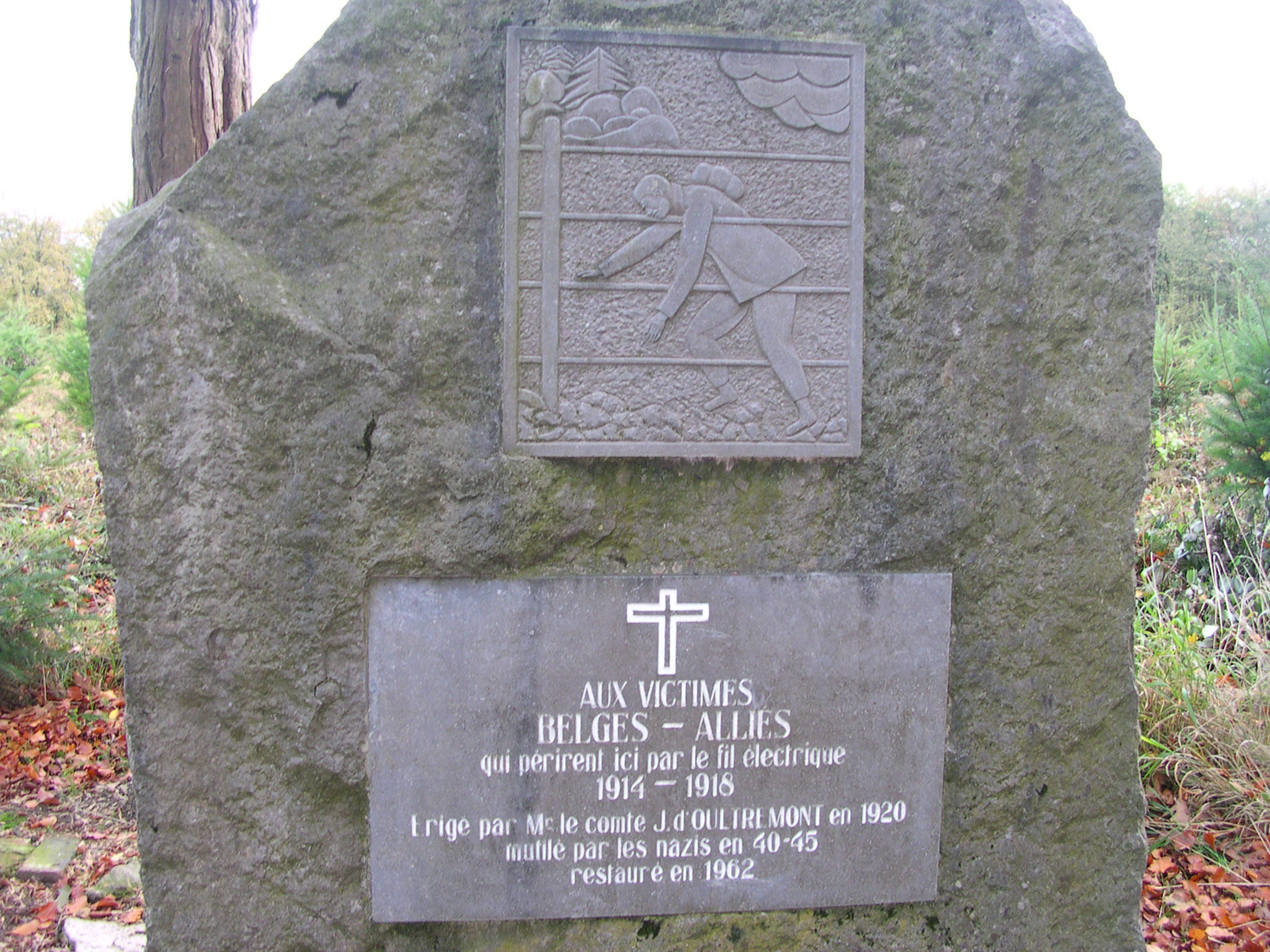
Monument commémoratif à Sippenaeken
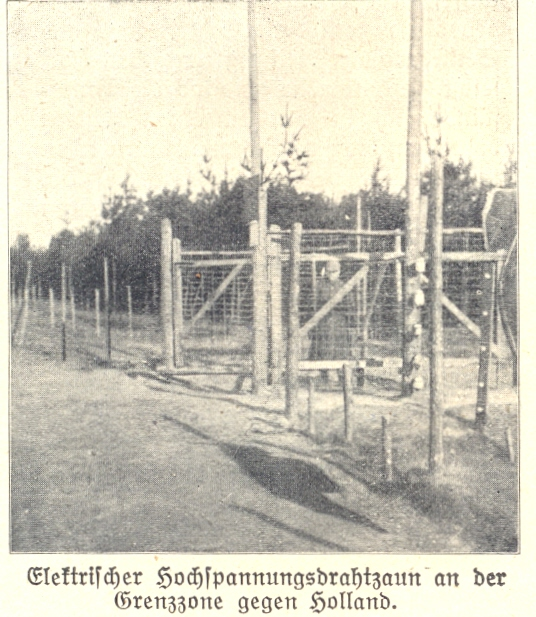
Détail de la clôture
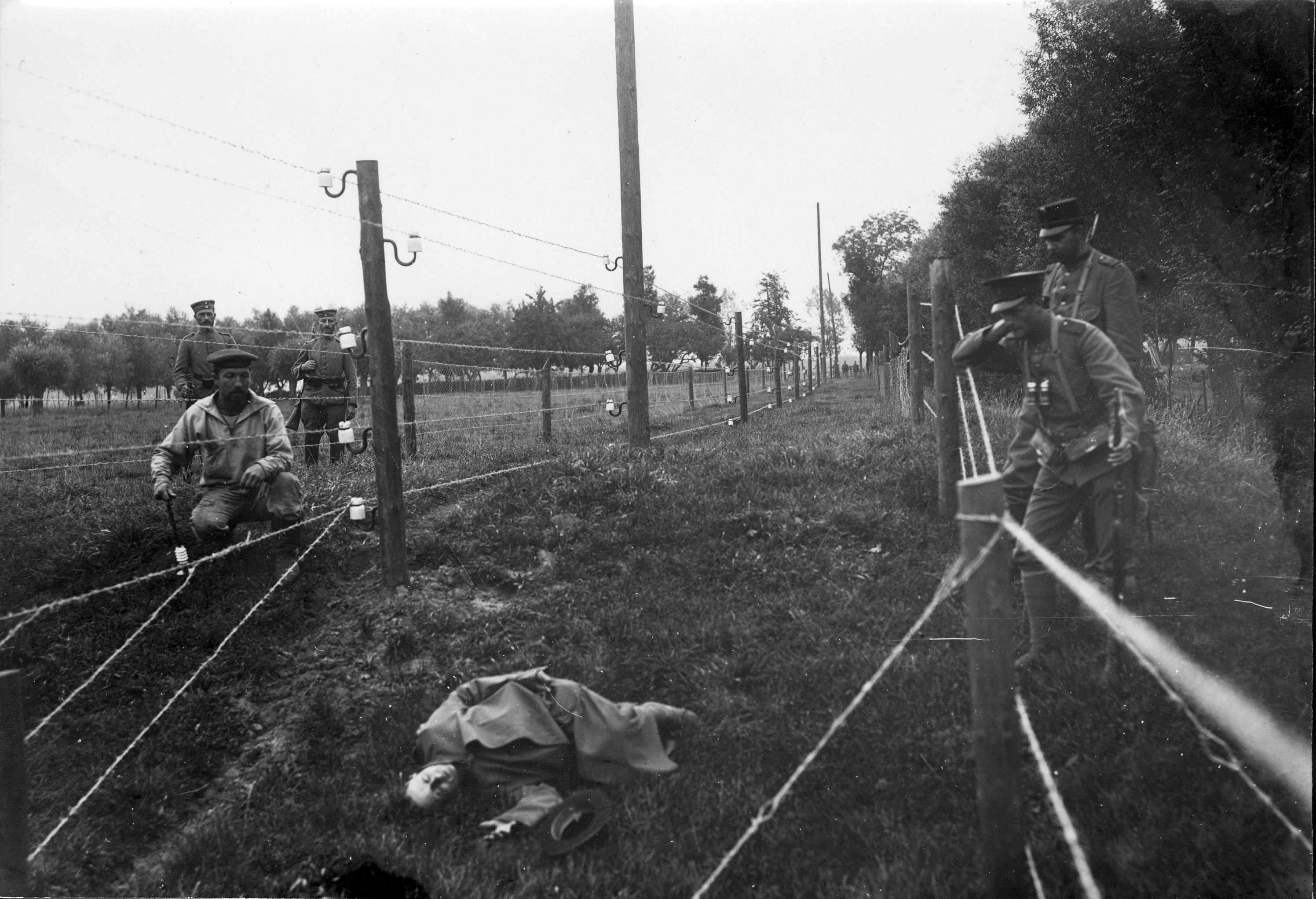
Soldat allemand posant pour la photo
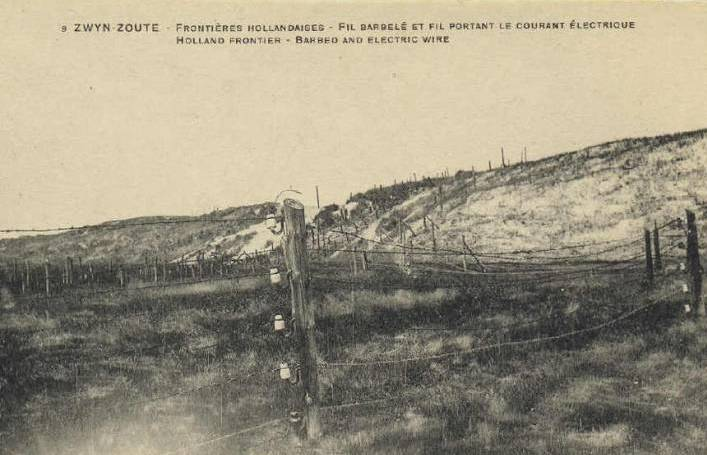
La clôture près de l'Escaut